# Ekonomska fakulteta v Sarajevu
Ekonomska fakulteta (izvirno bosansko Ekonomski fakultet u Sarajevu), s sedežem v Sarajevu, je fakulteta, ki je članica Univerze v Sarajevu. Ustanovljena je bila leta 1952.